# Not the New Album EP
Not the New Album EP è il secondo EP della band skate punk-rapcore statunitense Zebrahead.
Il disco, pubblicato inizialmente in Giappone e Stati Uniti, ma poi diffuso in tutto il mondo, include tre tracce, tra cui Mental Health (presente anche nell'album successivo Phoenix) e due inedite.

## Edizioni
L'album è uscito in quattro diverse versioni:
- La versione standard dell'album ("europea/americana") con 16 tracce
- La versione CD+DVD contenente il CD in versione europea con incluso il DVD Broadcast To The World, The F**king DVD
- La versione giapponese con le 2 tracce bonus
- La versione Be@rbrick contenente il CD in versione giapponese con incluso un piccolo giocattolino a forma di zebra.

## Tracce
1. Mental Health – 3:15
2. Photographs – 3:23
3. Politics – 3:08

## Formazione
- Matty Lewis – voce, chitarra
- Ali Tabatabaee – voce
- Greg Bergdorf – chitarra
- Ben Osmundson – basso
- Ed Udhus – batteria